# Melanotaenia lacustris
Melanotaenia lacustris là một loài cá thuộc họ Melanotaeniidae. Chúng là loài đặc hữu của hồ Kutubu ở sông Kikori system, Papua New Guinea.

## Hình ảnh

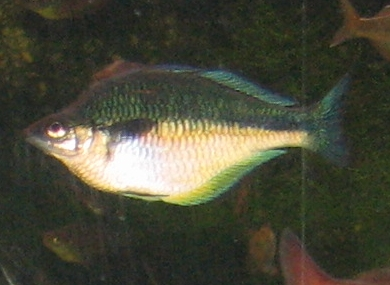